# Celyphidae
Famille
Les Celyphidae sont une famille de diptères.

## Genres et espèces
La famille Celyphidae compte 7 genres et 115 espèces.

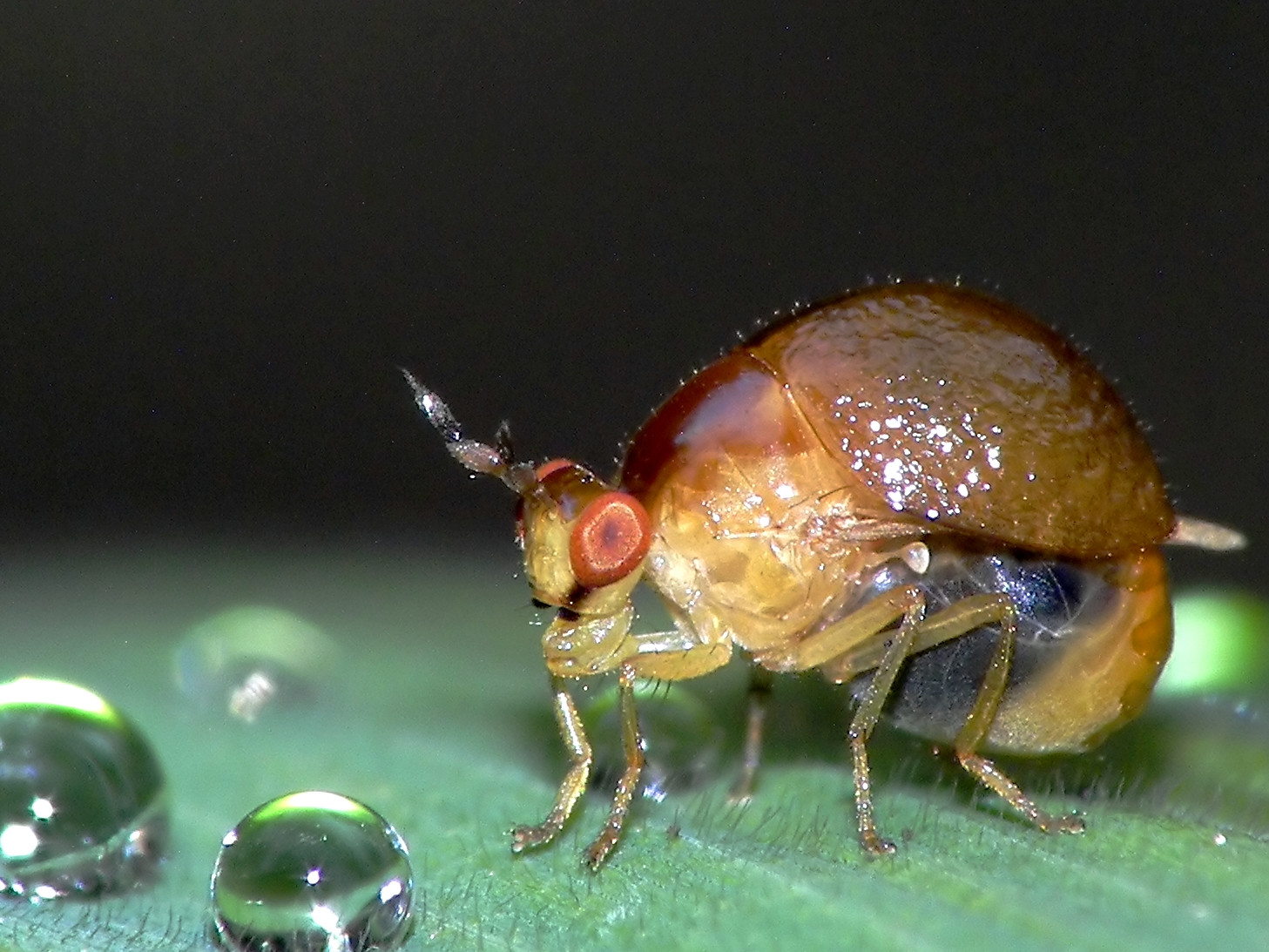
Un diptère de la famille des Celyphidae observé à Hong-Kong.

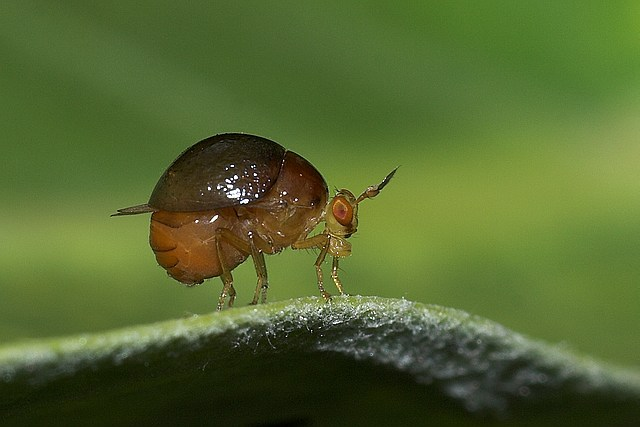
Un diptère de la famille des Celyphidae observé en Inde.

- genre Acelyphus Malloch, 1929
  - Acelyphus boettcheri
  - Acelyphus burmanus
  - Acelyphus digitatus
  - Acelyphus lateralis
  - Acelyphus lyneborgi
  - Acelyphus melanothorax
  - Acelyphus politus
  - Acelyphus prolatus
  - Acelyphus purpureus
  - Acelyphus repletus
  - Acelyphus retusus
- genre Afrocelyphus
- genre Celyphus D. J. Batten, 1973
  - Celyphus abnormis
  - Celyphus aurora
  - Celyphus bisetosus
  - Celyphus cheni
  - Celyphus collaris
  - Celyphus dentis
  - Celyphus difficilis
  - Celyphus divisus
  - Celyphus dohrni
  - Celyphus eos
  - Celyphus forcipus
  - Celyphus fujianensis
  - Celyphus hyacinthus
  - Celyphus hyalinus
  - Celyphus immitans
  - Celyphus inaequalis
  - Celyphus lacunosus
  - Celyphus levis
  - Celyphus lobus
  - Celyphus maculis
  - Celyphus medogis
  - Celyphus microchaetus
  - Celyphus mirabilis
  - Celyphus nigritarsus
  - Celyphus nigrivittis
  - Celyphus obtectus
  - Celyphus paradentatus
  - Celyphus pellucidus
  - Celyphus planitarsalis
  - Celyphus porosus
  - Celyphus pulchmaculatus
  - Celyphus punctifer
  - Celyphus quadrimaculatus
  - Celyphus resplendens
  - Celyphus reticulatus
  - Celyphus ruficollis
  - Celyphus rugosus
  - Celyphus signatus
  - Celyphus testaceus
  - Celyphus trichoporis
  - Celyphus unicolor
  - Celyphus violaceus
  - Celyphus vittalis
  - Celyphus xizanganus
- genre Chamaecelyphus Frey, 1941
  - Chamaecelyphus africanus
  - Chamaecelyphus dichrous
  - Chamaecelyphus gutta
  - Chamaecelyphus halticinus
  - Chamaecelyphus kalongensis
  - Chamaecelyphus pamelae
  - Chamaecelyphus ruwenzoriensis
  - Chamaecelyphus straeleni
  - Chamaecelyphus umsinduzi
  - Chamaecelyphus upembaensis
  - Chamaecelyphus violaceus
  - Chamaecelyphus vrydaghi
- genre Idiocelyphus
  - Idiocelyphus bakeri
  - Idiocelyphus bifasciatus
  - Idiocelyphus bilobus
  - Idiocelyphus forcipatus
  - Idiocelyphus freyi
  - Idiocelyphus indefinatus
  - Idiocelyphus indefinitus
  - Idiocelyphus parviceps
  - Idiocelyphus reniformis
  - Idiocelyphus steyskali
  - Idiocelyphus viridescens
- genre Oocelyphus Chen, 1949
  - Oocelyphus coniferus
  - Oocelyphus nigritus
  - Oocelyphus tarsalis
  - Oocelyphus uncatis
- genre Spaniocelyphus Hendel, 1914
  - Spaniocelyphus badius
  - Spaniocelyphus bigoti
  - Spaniocelyphus burmanus
  - Spaniocelyphus chinensis
  - Spaniocelyphus cognatus
  - Spaniocelyphus cupreus
  - Spaniocelyphus delfinadoae
  - Spaniocelyphus dentatus
  - Spaniocelyphus extensus
  - Spaniocelyphus falcatus
  - Spaniocelyphus fuscipes
  - Spaniocelyphus hangchowensis
  - Spaniocelyphus hirtus
  - Spaniocelyphus janthinus
  - Spaniocelyphus levis
  - Spaniocelyphus maolanicus
  - Spaniocelyphus nepalensis
  - Spaniocelyphus nigrifacies
  - Spaniocelyphus nigrocoeruleus
  - Spaniocelyphus palmi
  - Spaniocelyphus papposus
  - Spaniocelyphus philippinus
  - Spaniocelyphus pilosus
  - Spaniocelyphus prostatus
  - Spaniocelyphus scutatus
  - Spaniocelyphus sinensis
  - Spaniocelyphus stigmaticus
  - Spaniocelyphus striatus
  - Spaniocelyphus sumatranus
  - Spaniocelyphus tenorioi
  - Spaniocelyphus trigonalis
  - Spaniocelyphus viridicolor